# Helicopis agardi
Helicopis agardi är en fjärilsart som beskrevs av Le Moult 1940. Helicopis agardi ingår i släktet Helicopis och familjen Riodinidae. Inga underarter finns listade i Catalogue of Life.